# Claudius Drusus
Claudius Drusus, född 16, död 20 e.Kr., son till Claudius och Plautia Urgulanilla. Han trolovades med en dotter till Sejanus eftersom detta var långt innan hans fader Claudius blev kejsare och Sejanus fortfarande var kejsar Tiberius favorit. När Claudius Drusus var i trädgården lekte han med ett päron som han kastade upp i luften och fångade med munnen, vilket ledde till att han kvävdes till döds.